# Haggi Statti
Haggi Statti est un pêcheur d'éponges grec.
En 1913, il est parvenu à récupérer l'ancre du navire Regina Margherita de la Royale marine militaire italienne, à une profondeur de soixante seize mètres, après une apnée d'environ trois minutes.